# Abdulah Marson Moustapha
 (août 2024).
 (août 2024).
Si vous disposez d'ouvrages ou d'articles de référence ou si vous connaissez des sites web de qualité traitant du thème abordé ici, merci de compléter l'article en donnant les références utiles à sa vérifiabilité et en les liant à la section « Notes et références ».
 (août 2024).
La mise en forme du texte ne suit pas les recommandations de Wikipédia : il faut le « wikifier ».
Les points d'amélioration suivants sont les cas les plus fréquents. Le détail des points à revoir est peut-être précisé sur la page de discussion.
- Les titres sont pré-formatés par le logiciel. Ils ne sont ni en capitales, ni en gras.
- Le texte ne doit pas être écrit en capitales (les noms de famille non plus), ni en gras, ni en italique, ni en « petit »…
- Le gras n'est utilisé que pour surligner le titre de l'article dans l'introduction, une seule fois.
- L'italique est rarement utilisé : mots en langue étrangère, titres d'œuvres, noms de bateaux, etc.
- Les citations ne sont pas en italique mais en corps de texte normal. Elles sont entourées par des guillemets français : « et ».
- Les listes à puces sont à éviter, des paragraphes rédigés étant largement préférés. Les tableaux sont à réserver à la présentation de données structurées (résultats, etc.).
- Les appels de note de bas de page (petits chiffres en exposant, introduits par l'outil «  Source ») sont à placer entre la fin de phrase et le point final[comme ça].
- Les liens internes (vers d'autres articles de Wikipédia) sont à choisir avec parcimonie. Créez des liens vers des articles approfondissant le sujet. Les termes génériques sans rapport avec le sujet sont à éviter, ainsi que les répétitions de liens vers un même terme.
- Les liens externes sont à placer uniquement dans une section « Liens externes », à la fin de l'article. Ces liens sont à choisir avec parcimonie suivant les règles définies. Si un lien sert de source à l'article, son insertion dans le texte est à faire par les notes de bas de page.
- La présentation des références doit suivre les conventions bibliographiques. Il est recommandé d'utiliser les modèles {{Ouvrage}}, {{Chapitre}}, {{Article}}, {{Lien web}} et/ou {{Bibliographie}}. Le mode d'édition visuel peut mettre en forme automatiquement les références.
- Insérer une infobox (cadre d'informations à droite) n'est pas obligatoire pour parachever la mise en page.

Pour une aide détaillée, merci de consulter Aide:Wikification.
Si vous pensez que ces points ont été résolus, vous pouvez retirer ce bandeau et améliorer la mise en forme d'un autre article.
 (août 2024).
Abdulah Marson Moustapha , né le 25 mai 1981 à Mahajanga, est un homme politique malgache et un expert en gouvernance et conformité sportive. Le 22 août 2024, il a été nommé ministre de la Jeunesse et des Sports de Madagascar au sein du Gouvernement Ntsay V,,. 
Avant de rejoindre le gouvernement malgache, Marson Moustapha a travaillé en tant que directeur de cabinet du président Confédération africaine de football (CAF) Ahmad Ahmad entre 2019 et 2021,.

## Biographie

### Jeunesse et Éducation
Né à Mahajanga, Abdulah Marson Moustapha a grandi dans un environnement où l'éducation et le sport étaient fortement valorisés. Son père, Cheick Abdulah, surnommé « Pêcheur-Be », était une figure notable de la ville, président de la Ligue de Football de Mahajanga, conseiller municipal et directeur général de la SMTC. Le père d’Abdulah Marson Moustapha était également l'un des membres fondateurs de l'association Fikabanan’ny Silamo Malagasy (FSM), importante au sein de la communauté musulmane de Madagascar. En hommage à son père, la Commune Urbaine de Mahajanga a inauguré le 12 août 2024 la rue « Pêcheur-Be ». 
Abdulah Marson Moustapha a obtenu son baccalauréat à l'école privée Notre-Dame à Mahajanga. Il a ensuite poursuivi ses études à l'École de Droit et Science Politique (EDSP) de l'Université de Mahajanga, où il a obtenu une licence en droit et science politique. Entre 2015 et 2017, il a suivi un Master Class en finance de marché et finance structurée à l'ESSEC Business School.
De 1997 à 2003, Abdulah Marson Moustapha a été coordonnateur au sein de la FSM,.
M. Marson Moustapha est membre du parti présidentiel Isika Rehetra Miaraka amin’i Andry Rajoelina (IRMAR).

### Parcours professionnel
Abdulah Marson Moustapha a commencé sa carrière dans le secteur de la finance, travaillant à la Société Générale Corporate & Investment Banking à Paris en tant qu’ingénieur en produits structurés jusqu'en 2018.
Par la suite, il a rejoint la Confédération Africaine de Football (CAF) au Caire, où il a d'abord occupé le poste de Chief Compliance Officer (CCO), avant de devenir directeur de cabinet du président Ahmad Ahmad. M. Marson Moustapha a accompagné le président Ahmad Ahmad lors de sa première visite aux Comores. En 2019, il a fait partie de la délégation conjointe de la FIFA et de la CAF envoyée au Kenya afin d'évaluer la situation du football kenyan à la suite de l'annulation de l'élection du président de la Fédération kenyane de football (FKF),.
En 2023, le nom de M. Marson Moustapha avait été cité dans la presse malgache comme candidat potentiel à l’élection pour la présidence de la Fédération Malagasy de Football (FMF).

### Ministre de la Jeunesse et des Sports
Le 22 août 2024, Abdulah Marson Moustapha a été nommé ministre de la Jeunesse et des Sports dans le gouvernement de Christian Ntsay, formé sous la présidence d'Andry Rajoelina Sa nomination a été saluée par la presse sportive africaine et malgache,,, notamment en raison de son expérience internationale au sein de la CAF et de sa volonté de réformer le sport à Madagascar.
Abdulah Marson Moustapha a été l’un des premiers membres du gouvernement Ntsay V à avoir déposé sa déclaration de patrimoine auprès de la Haute Cour Constitutionnel de Madagascar (HCC),,.
M. Marson Moustapha, a fait de la finalisation de la Politique Nationale du Sport (PNS), lancée il y a plus de dix ans, l'une de ses priorités. Il a annoncé son intention de conclure ce projet dans les six mois, malgré les défis liés au manque de moyens financiers et à l'absence d'une législation sportive adaptée. Le ministre a prôné, lors de la passation de pouvoir au Ministère de la Jeunesse et des Sports, la continuité des actions de ses prédécesseurs et l'ouverture du ministère à tous les acteurs sportifs pour accélérer les réformes. Il a également engagé des négociations avec le ministère français des Sports et le comité d'organisation de Paris 2024, visant à obtenir des équipements utilisés lors des Jeux olympiques. En parallèle, les programmes jeunesse comme Youth Connect et Fanoitra continueront, avec une mobilisation accrue des jeunes, qui représentent 70% de la population. Le ministre a aussi exprimé sa volonté de résoudre rapidement les problèmes d'homologation du Stade Barea,,.
Le 07 septembre 2024, Abdulah Marson Moustapha a visité du stade Barea avec Gérard Andriamanohisoa, secrétaire d’État en charge des Nouvelles villes et de l’Habitat, pour évaluer l'avancement des travaux homologation du stade. Ces travaux, décidés en conseil des ministres, visent à permettre au stade Barea de respecter les normes de la CAF et de la FIFA, incluant la pelouse, les escaliers d'évacuation, les sanitaires et l'extension des vestiaires. Ces travaux seront supervisés personnellement par le ministre de la Jeunesse et des Sports, afin d’obtenir une homologation en mars 2025 ,.
Lors de sa première visite en province, Abdulah Marson Moustapha, a profité d'un gala évangélique à Mahajanga, en tant que représentant du président Andry Rajoelina, pour rencontrer les acteurs politiques locaux et encourager l'unité au sein de son parti, en surmontant les différends internes. Il a appelé à la collaboration entre élus et nommés pour se concentrer sur le développement de Madagascar. Accueilli chaleureusement par la population, y compris la communauté musulmane, le ministre a prôné la fraternité et l'harmonie entre les différentes communautés lors d'un discours devant la mosquée de Mahajanga, soulignant l'importance de la cohésion nationale pour l'avenir du pays.
Une semaine après sa nomination, le ministre de la Jeunesse et des Sports de Madagascar, a reçu la visite de courtoisie d’Arnaud Guillois, ambassadeur de France à Madagascar, à son bureau d'Ambohijatovo. La rencontre, suivie d'un point de presse, a porté sur le renforcement de la coopération bilatérale, notamment dans les domaines du sport, de l’handisport, de la jeunesse, et des infrastructures sportives. Les discussions ont également évoqué les projets en cours, tels que le programme "Ampy izay", et la possibilité pour Madagascar de bénéficier des infrastructures utilisées lors des Jeux olympiques et paralympiques de Paris 2024,,.
Abdulah Marson Moustapha, a rencontré le 6 septembre 2024, Bandaru Wilsonbabu, ambassadeur de l'Inde à Madagascar et aux Comores, a félicité le ministre pour sa nomination et discuté de futures collaborations dans les domaines de la jeunesse et du sport, incluant des échanges de délégations, des formations sportives, et le développement d'infrastructures. Le ministre a également rencontré des représentants des Nations unies à Madagascar, dont Sabine Lauber et Christine Jaulmes, qui ont réaffirmé leur soutien aux initiatives visant à promouvoir l'engagement des jeunes malgaches, représentant 70 % de la population, à travers la stratégie nationale pour la jeunesse,,.
Le ministre a également effectué plusieurs visites sur le terrain afin de superviser et redynamiser les projets d’infrastructures sportives dans diverses régions de Madagascar,.